# Fender Jazz Bass Special

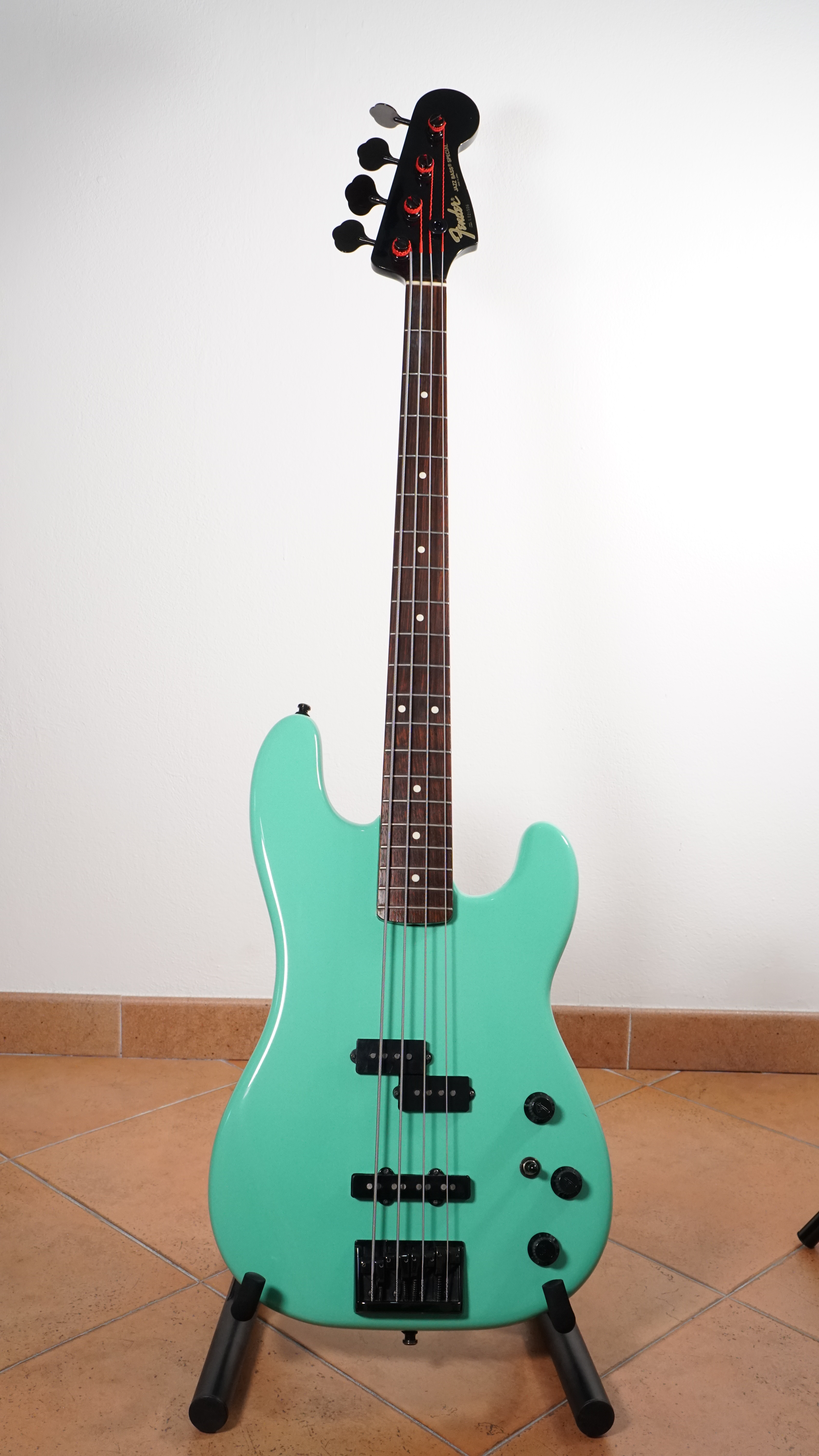

Fender Jazz Bass Special è un modello ibrido di basso elettrico caratterizzato dal corpo Precision Bass con l'aggiunta di un pickup J al ponte e di un tono TBX oltre allo Split P al manico del classico Precision, senza battipenna, realizzato sia in versione fretted che fretless.
Gli strumenti venivano realizzati nella fabbrica Fugi-Gen Gakki tra l'84 e l'87, al momento in cui la fabbrica americana di Fullerton fu chiusa prima dell'inaugurazione del nuovo stabilimento a Corona in California. Molti di questi sono stati realizzati con parti originali Fender spedite dagli Stati Uniti in quel periodo
Noto per essere stato il basso principale di Duff McKagan dei Guns n'Roses e dei Velvet Revolver.

## Storia
Dal 1982 la Fender Japan era impegnata nella produzione delle repliche vintage. I seriali presenti erano ancora JV e SQ. Il PJ-555 P-J bass è un'evoluzione dello squier contemporary bass JV PJ-555 del 1983. I primi prototipi del P-J del 1983 infatti non avevano nemmeno il selettore così come gli squier contemporary. Successivamente verso i primi mesi del 1984 fu introdotto anche il selettore.
È nel 1984 che nasce la serie BOXER in giappone. Questa riproponeva grosso modo la serie Elite dei cugini americani fermatisi al seriale E4 nel 1984 per scarsità di vendite. Dalla serie American Elite condividevano custodia rigida , controlli volume, decalcomanie dal E5 in poi. Venivano inoltre importati inizialmente anche i manici americani pre Elite e altre componentistiche che giacevano come fondi di magazzino in quanto la Fender ne aveva modernizzato il profilo ed era in corso di trasferimento sede. Tra 1984 e il 1986 era disponibile anche una versione scala media, PJ-535, che aveva i pick-up posizionati in diagonale rispetto all'asse dello strumento. Dal 1984 al 1986 il legno utilizzato per il body era l'ontano, dal 1986 introdussero il tiglio. Gli strumenti venivano generalmente venduti con una custodia morbida simil pelle color cuoio di produzione giapponese, o con custodia rigida made in usa. 
Per i Domestic (mercato interno giapponese) il numero di serie era punzonato solo inizialmente sulla neck plate (JV, A ).
Nel 1987 termina la produzione BOXER e rimane in catalogo il solo PJ-36, versione economica del Fender Jazz Bass Special e che costava quasi la metà del prezzo, poi leggermente aumentato negli anni successivi (PJ-40). Nel 1989 entra in produzione la serie PRO FEEL dove il Fender Jazz Bass special viene totalmente ridisegnato. Il codice diventa PJM65 (21 tasti) o PJR65 (22 tasti). 

## Modelli
- Contemporary 1982-1983 ( JV, A )[6]
- Boxer 1984-1987 ( JV, A, E, F, G )[3]
- Pro FEEL 1987-1994[7]
- Post Boxer 1991-1996 ( L, M, Q, S,T, U )[8]
- Duff McKagan Precision Bass 2007-2018 ( MZ MX )[9]
- Duff McKagan Deluxe Precision Bass 2019[10]
- MIJ Boxer Series Precision Bass Limited Edition 2020[11]

### Contemporay
JV PJ555 Squier Contemporary bass 1982-83
Decal Squier Contemporary
Corpo in ontano
Manico in acerto in tinta con il corpo (Thin Jazz neck 38 mm.)
Pickup hot rod P-4D front, J-5DR rear
Control 3 pot volume, volume, Tone
Ponte stile vintage cromato
Meccaniche cromate stile anni 70
Potenziometri stile precision
Colore : Bianco, Rosso, Nero

### Boxer
Possiamo separare la produzione Boxer PJ-555 Jazz Special Boxer in 5 serie distinte:
- Prima Serie - Serie JV (PJ555 PJ-BASS)
- Seconda serie E51-E60 (PJ-555 Fender Jazz Bass Special)
- Terza serie E61- (PJ-555 Fender Jazz Bass Special)
- Quarta serie E90- (PJ-555 Fender Jazz bass Special)
- Quinta serie E97-C0 (PJ-455 Fender Jazz Bass Special) (PJ-755 Fender Jazz Bass Special Power)

#### Serie Boxer
PJ 555
JB-555
PJ-535
PB-551
PB-555
FB-555
Squier PB-331, JB-355 (JV) "Scritta Made in Japan sotto al modello del basso"

#### Prima serie
Decal P-J Bass
corpo in ontano

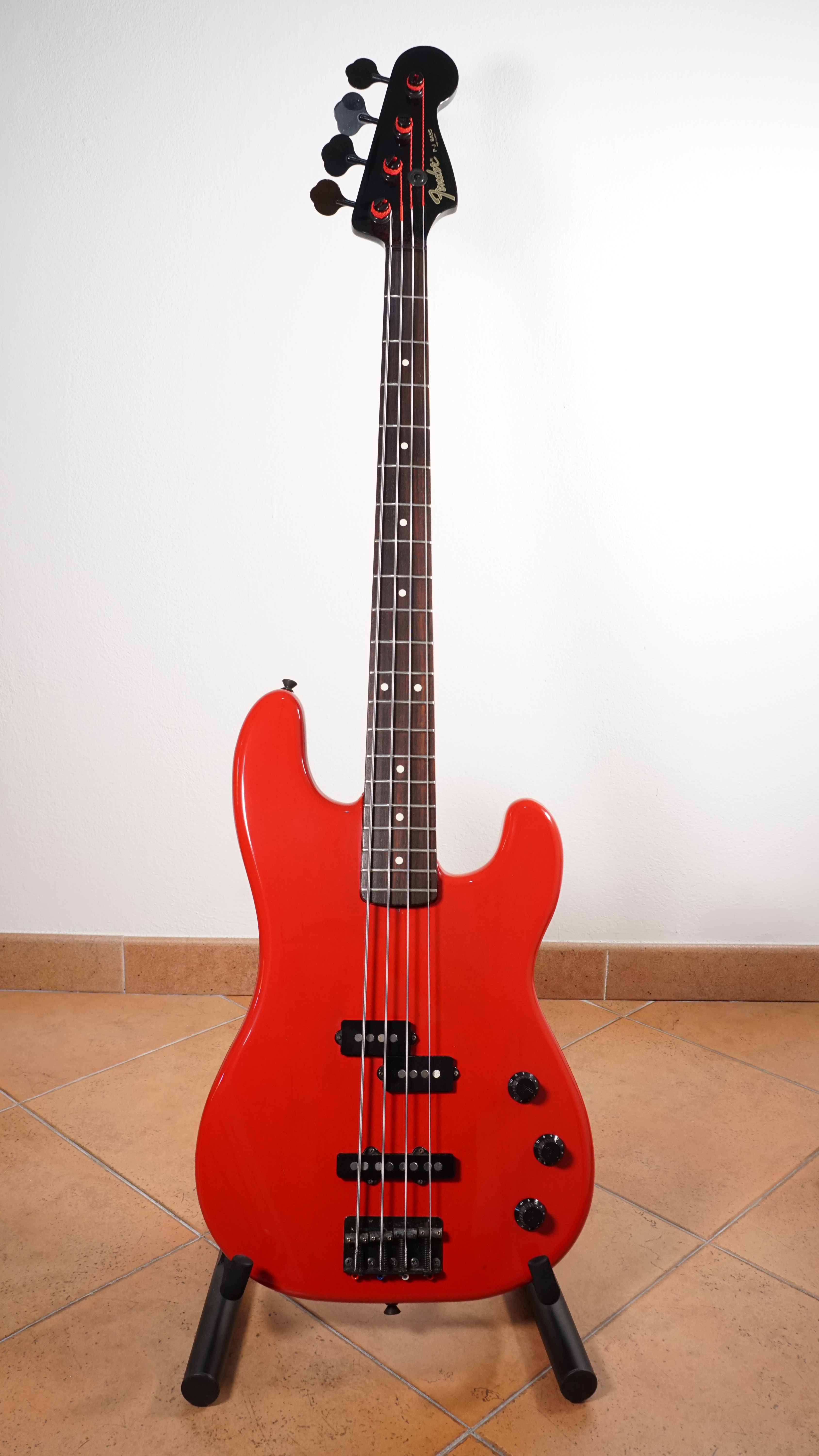

Manico in Acero laccato nero (USA jazz/Precision neck 39.1-40mm.)
Truss rod al tacco del manico
Pickup hot rod P-4D front, J-5DR rear
TBXTM circuit control no switch / TBXTM circuit control 3 pot + Switch
ponte stile vintage con sellette in ottone laccato nero
Meccaniche laccate nere stile anni 70
Capotasto in graffite
Colori : Bianco, Rosso, Nero, Giallo.

#### Seconda serie
Decal Jazz Bass Special
Corpo in ontano

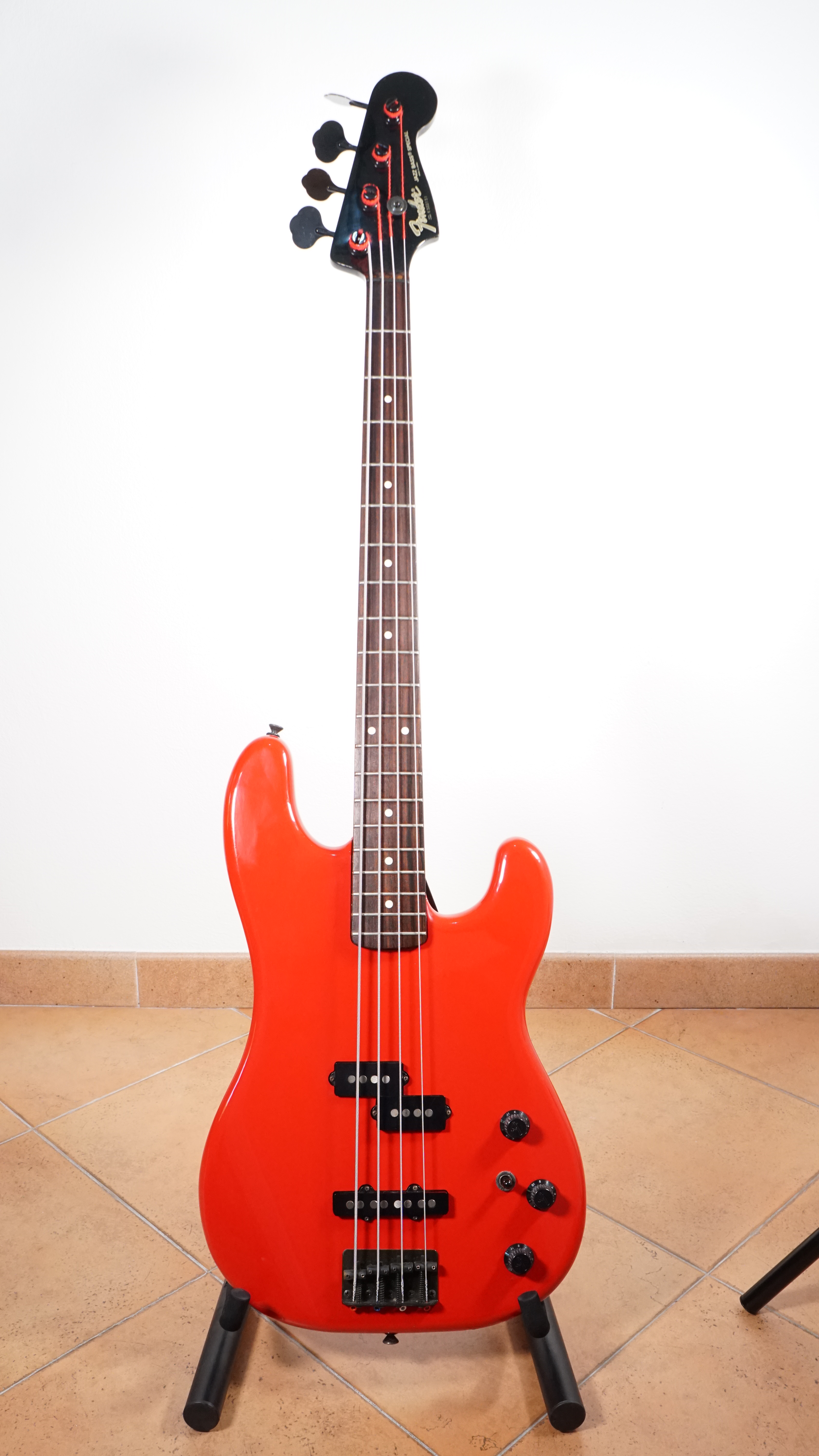

Manico in acero laccato nero (USA precision neck 41.28 mm.)
Truss rod al tacco del manico
Pickup hot rod P-4D front, J-5DR rear
TBXTM circuit control no switch / TBX control 3 pot + Switch
Ponte stile vintage con sellette in ottone laccato nero
Meccaniche laccate nero stile anni 70
Capotasto in graffite
Colori : Bianco , Rosso, Nero, Giallo, Verde, Borgogna, Rosa.

#### Terza serie
Decal Jazz Bass Special 
Corpo in tiglio
Manico in acero laccato nero (japan jazz Neck 38.1mm.)
Truss rod alla paletta del manico
Pickup hot rod P-4D front, J-5DR rear
TBXTM circuit control 3 pot + switch
Ponte stile vintage con sellette in ottone laccato nero
meccaniche laccate nero stile anni 70
Capotasto in graffite
Colori :  Bianco , Rosso, Nero, giallo, Verde, Borgogna, Rosa.

#### Quarta serie
Decal Jazz Bass Special
Corpo in tiglio
Manico acero( japan jazz Neck 38.1mm.)
Truss alla paletta del manico
Pickup stile vintage
TBXTM circuit control 3 pot + switch
Ponte stile schaller laccato nero
Meccaniche laccate nero stile anni 70
Capotasto in graffite
Colori : Bianco, Nero, Rosso, Celeste, Rosa.

#### Quinta serie PJ-455, PJ-36, PJ,38
Decal Jazz Bass Special
Corpo in tiglio
Manico in acero (japan jazz Neck 38.1mm.)
Truss rod alla paletta del manico
Pickup stile vintage
3 controlli (Volume, Volume, Tono) 
Meccaniche Gotoh compact bass laccato nero
Ponte stile vintage
Capotasto in graffite
Colori : Bianco, Nero, Rosso.

### Pro Feel
Decal Jazz Bass special

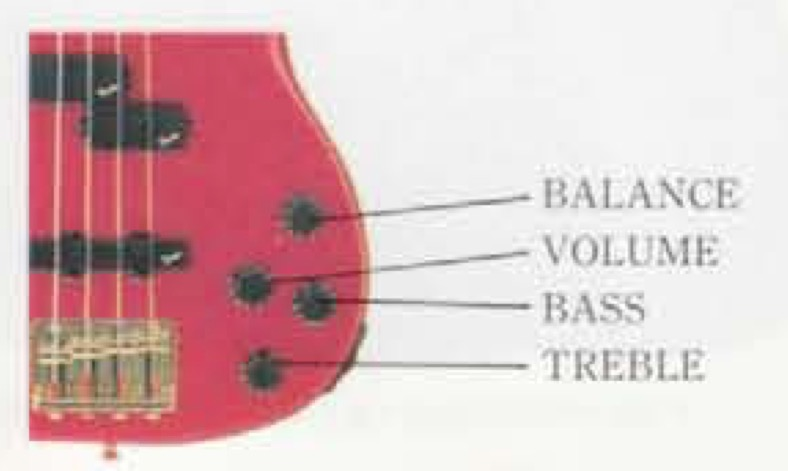

Corpo : frassino di palude indonesiano (1989-1991), tiglio (1991-1992), fibre di legno P.A.F (1992-1994)
Manico in acero (38.1)
Truss rod alla paletta del manico
Pickup Attivi a 4 controlli
Meccaniche Gotoh compact bass color ottone
ponte high mass in ottone
Capotasto in graffite

### Post Boxer Mercato interno japan anni 90
Nel corso degli anni 90 sono uscite varie riedizioni in tiratura limitata del Fender Jazz Bass Special. Alcuni di questi modelli avevano i tasti vintage e i dots di riferimento secondari incastonati fra tastiera e manico.
Fender k-349 Seriale L,M,U sulla paletta ( PJ-555 ), O,Q,S,T, dietro al manico (PJ-555)
Decal Jazz Bass Special
Corpo in tiglio
Manico in acero laccato nero (jazz neck 38.1mm.)
Truss Rod al tacco del manico
Pickup stile vintage
TBXTM circuit control 3 pot + Switch
Ponte stile schaller laccato nero o stile vintage 
Meccaniche laccato nero stile anni 70 o Meccaniche “Mustang Bass tuners''
Potenziometri Elite o Classici
Colore : Nero, Bianco.

### Fender Duff McKagan Precision Bass
Nel 2007 è uscita la riedizione Made in Messico dei Fender Jazz Bass Special basato sul Fender Duff Mckagan nella versione Signature Duff Mckagan. Il modello giapponese utilizzato da duff che è stato usato per il progetto presentava la curiosità di avere un difetto nel profilo del manico ,più ad oliva, poi mantenuto nel signature. Il signature è di color bianco perla, leggermente differente dal modello Nipponico sia nella tipologia dei legni e della struttura che nella posizione e nella tipologia dei pick up.
Nel 2018 Il fender jazz bass special signature Duff McKagan appare anche in alcuni video dei gorillaz suonato dal membro virtuale Ace.

### Fender Duff McKagan Deluxe Precision Bass
Nel 2019 è uscita una nuova edizione rivisitata del signature Duff McKagan P-bass, Made in Messico, denominata Deluxe Jazz Bass Special. La colorazione disponibile è in nero o in bianco e per la prima volta viene montato un insolito parapenna, inserti in madreperla sulla tastiera e il Drop D sulla meccanica.

### Fender MIJ Boxer Series Precision Bass Limited Edition
Nel novembre del 2020 ritorna, in esclusiva Made in Japan, la riproduzione del Fender Jazz Special in serie limitata e in sole due colorazioni (Torino Red o Sherwood Green). Questa edizione riprende quasi fedelmente la serie originale mantenendo inalterate le caratteristiche estetiche principali ma modificando il raggio di curvatura della tastiera che diventa 12 pollici molto più piatto e moderno. Il manico non è laccato nero come le prime versioni anni 80 e presenta il truss rod alla paletta
Corpo in tiglio
Manico in Acero (japan jazz Neck 38.1mm.)
Truss Rod alla paletta del manico
Pickup vintage style
TBXTM circuit control 3 pot + switch
Ponte stile vintage
Meccaniche laccato nero stile anni 70
Colori : Sherwood green, Torino Red